# Matthias Goswin Pelzer

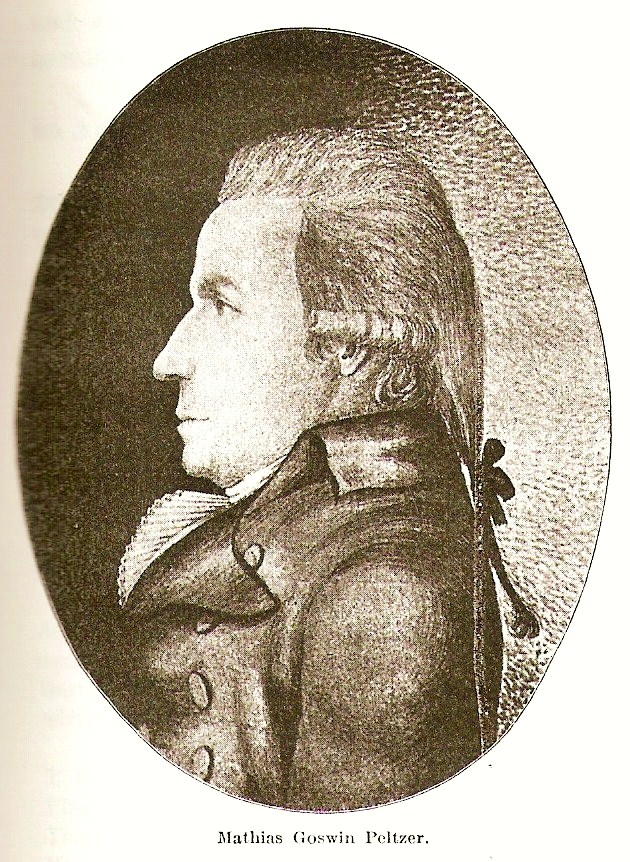

Matthias Goswin Pelzer (* 3. April 1754 in Burtscheid; † 5. November 1814 ebenda) war Rechtswissenschaftler und Syndikus der Freien Reichsstadt Aachen sowie Präsident des Kantons Aix-la-Chapelle während der Französischen Besatzungszeit.

## Leben und Wirken
Der Sohn des Forstmeisters Anton Pelzer (1714–1790) und der Maria Barbara Peters (* 1719)  besuchte das Jesuiten-Gymnasium Aachen und trat anschließend dem Jesuitenorden in Trier als Novize bei. Nach der Auflösung dieser Institution wechselte er zur Universität Trier über, wo er sein Studium der Rechtswissenschaften absolvierte und im Jahre 1777 seine Dissertation schrieb.
Nach Aachen zurückgekehrt wurde er 1782 in den Stadtrat gewählt und 1785 zum Stadtsyndikus ernannt. Zugleich berief ihn der örtliche Lehnsgerichtshof zu seinem Präsidenten. In den Jahren 1790 und 1792 war er Delegierter der Stadt bei den Krönungsfeierlichkeiten von Leopold II. und Franz II. in Frankfurt am Main.
Nach dem Einmarsch der Franzosen im Jahre 1794 im Rahmen des Ersten Koalitionskrieges und ihrer anschließenden Besetzung des linken Rheinufers sowie der nachfolgenden Übernahme des Munizipalitätswesens für das neue Arrondissement d’Aix-la-Chapelle zog sich Pelzer zunächst aus allen politischen Ämtern zurück. Auf Drängen der Bevölkerung bekundete er dann aber doch Interesse, mit der französischen Besatzungsmacht zusammenzuarbeiten und  wurde in diesem Zusammenhang zum Mitglied des „conseil général du Département de la Roer“ und des „corps legislatif“ gewählt und zum Präsidenten des Kanton Aix-la-Chapelle ernannt. In dieser Eigenschaft gehörte er im Jahre 1804 zusammen mit dem amtierenden Aachener Maire Johann Wilhelm Gottfried von Lommessem zur Delegation für die Krönungsfeierlichkeiten Napoléon Bonapartes.
Darüber hinaus berief man Pelzer noch zum Mitglied in die „Société d’émulation pour l’agriculture, le commerce, les sciences et les arts“ der Sektion Aachen und Köln, die 1802 von dem Präfekten Nikolaus Sebastian Simon gegründet worden war.
Nach langer Krankheit verstarb Pelzer am 5. November 1814 und erlebte somit noch den Abzug der französischen Truppen aus Aachen im Januar 1814.

## Familie
Matthias Goswin Pelzer war verheiratet mit Aloysia Johanna Gertrud Dauven (1761–1842), Tochter des mehrmaligen Aachener Bürgermeisters Stephan Dominicus Dauven, welcher in der Zeit der Aachener Mäkelei auf Seiten der „Alt-Konservativen“ eine tragende Rolle gespielt hatte. Mit ihr hatte er sieben Söhne und vier Töchter. Von seinen Söhnen wurde Stefan Anton Dominikus (1791–1865) Justizrat in Aachen, Anton Aloys (1783–1832) Schöffe zu Burtscheid und Baumwollhändler in Charleston (South Carolina), Arnold Edmund (1801–1874) Oberbürgermeister der Stadt Aachen und Mitglied des preußischen Abgeordnetenhauses und Andreas (1804–1859) Appellationsgerichtsrat in Köln. Von letzterem stammt Matthias Goswins Enkel Ludwig Pelzer ab, der dann ebenfalls zum Oberbürgermeister von Aachen gewählt wurde und Mitglied des Preußischen Herrenhauses war.